# Pachycephala arctitorquis
Pachycephala arctitorquis là một loài chim trong họ Pachycephalidae.